# Il carabiniere a cavallo
Il carabiniere a cavallo è un film del 1961 diretto da Carlo Lizzani.

## Trama
Un carabiniere a cavallo si sposa, tenendo però nascosto il matrimonio dato che il regolamento dell'arma prevede l'immediato trasferimento di sede del milite.
A peggiorare la situazione già intricata ci pensano alcuni zingari che gli rubano il cavallo.
Tra varie peripezie l'uomo, assieme all'amico brigadiere Tarquinio, risolverà il tutto.

## Produzione
Inizialmente il titolo del film avrebbe dovuto essere semplicemente Il carabiniere. Venne cambiato in sede di produzione per evitare che la vicenda dello sfortunato carabiniere a cavallo Bartolomucci apparisse già dal titolo un'ironia sulla sprovvedutezza dei carabinieri, tipica di certo immaginario collettivo stereotipato.
Molte sequenze del film sono state girate ad Anguillara Sabazia.

## Critica
(Il Messaggero di Roma dell'8 settembre 1961)